# Birkholz
Birkholz là một đô thị thuộc huyện Stendal, bang Sachsen-Anhalt, Đức. Đô thị Birkholz có diện tích 16,18 km², dân số thời điểm ngày 31 tháng 12 năm 2006 là 416 người.